# České malířky v Itálii

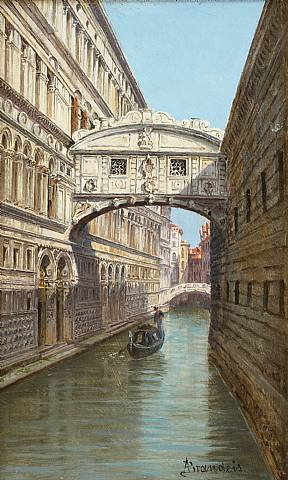
Antonie Brandejsová Most vzdechů

České malířky, podobně jako malíři např. Jakub Obrovský, Jan Preisler, František Hudeček a jiní, jezdily také do Itálie a to nejen za poznáním , ale i za novými tématy svých obrazů. Tři malířky /a jedna sochařka/ tu zůstaly a už se do vlasti nevrátily. Některé, které tu byly krátkodobě, si Itálii oblíbily a vracely se sem.

## Malířky, které v Itálii zůstaly
Tyto malířky byly ve své vlasti téměř neznámé. Růženu Zátkovou objevila na začátku tohoto tisíciletí Alena Pomajzlová, o Antonii Brandejsové byly známé jen základní údaje s mylným datem jejího úmrtí, o Felicitě Frajové se nevědělo. V Itálii se v roce 2017 objevily díla Frajové a Brandejsové na výstavách v Terstu v muzeu Revoltella.

### Antonie Brandeisová (1849–1926)

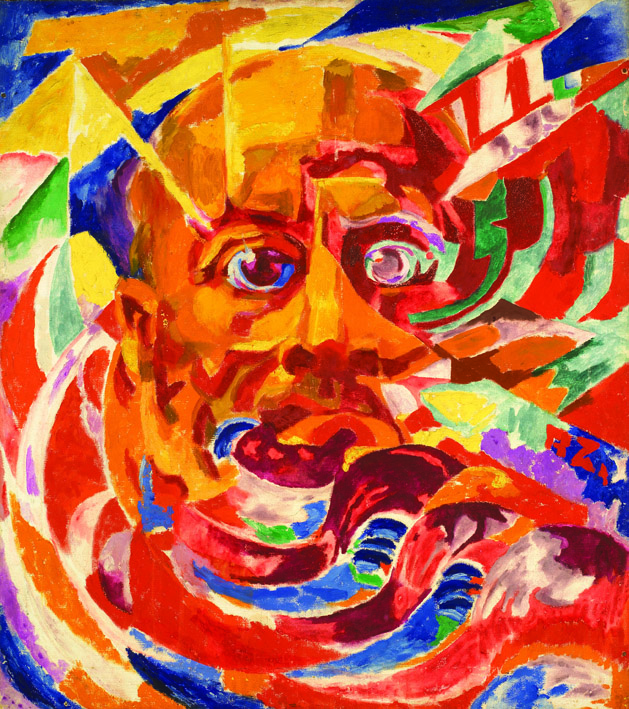
Růžena Zátková Portrét Marinettiho

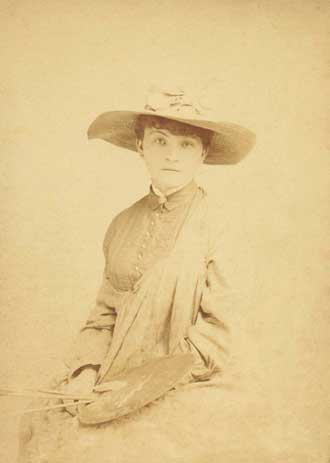
Zdenka Braunerová v roce italské cesty

Po soukromých studiích u malíře Karla Javůrka v Praze, odjela s matkou a otčímem Benátčanem do Benátek. Tady studovala velmi úspěšně na Akademii krásných umění. Navázala na benátskou tradici vedut a malovala benátské kanály, zákoutí, mostky. Zpočátku posílala své obrazy na výstavy Krasoumné jednoty, později od roku 1909 je posílala do Londýna k prodeji. Po smrti manžela se přestěhovala do vily ve Florencii, kde měla i ateliér. Malovala i v Římě a Boloni. Zemřela v roce 1926 ve Florencii. Čtyři obrazy odkázala galerii Pitti. Krasoumná jednota, jejíž byla Antonie Brandejsová členkou, byla jediná, kde mohly české malířky vystavovat.[zdroj?] Příležitostně tu vystavovaly i malířky cizí. Obrazy rakouské malířky Tiny Blau proti cenám obrazů Brandejsové byly mnohonásobně vyšší. Dnes jsou její obrazy na aukcích ve světových metropolích vyhledávány a hodně vysoce ceněny.

### Růžena Zátková (1885–1923)
Po soukromých studiích u Antonína Slavíčka a studiu v Mnichově se vdala za ruského diplomata v Římě a odstěhovala se tam. Dostala se tu do okruhu avantgardních umělců i futuristů. Jeden jejich člen se stal i jejím učitelem. Jeho práce ji nadchly a inspirovaly k vytvoření jejího nejvýznamnějšího díla, experimentálního objektu Buchar z nesochařských materiálů. Práce na něm ji vyčerpala natolik, že byla odvezena do švýcarského sanatoria. Ale i tam tvořila. Po vyléčení se odstěhovala nedaleko Říma a připravovala se na uskutečnění dvou výstav Římě. Pomáhali jí futuristé, jejichž výstav se rovněž zúčastňovala. Byla úspěšná a připravovala výstavu v Praze. Podruhé už ale znovu vypuklou nemoc nepřekonala, byla odvezena do švýcarského sanatoria, a tu zemřela. Z malířek kolem futuristů byly její díla nejpromyšlenější a nejprogresívnější. Údajně ji pochválil i Pablo Picasso. Její výstavu v Praze uspořádala v roce 2011 Alena Pomajzlová.

### Felicita Frajová (1909–2010)
Narodila se v Praze 20. října 1909, přerušila tu studia a odstěhovala se do Terstu. Ve Ferraře studovala techniku fresky, kterou pak vyzdobila radnici ve Ferraře a kostel v Tripolisu. V roce 1936 se poprvé účastnila Bienále v Benátkách. V dalších letech se přestěhovala do Milána, spolupracovala s Giorgiem de Chirico a přátelila se s nejvýznamnějšími umělci doby.Malovala hlavně mladé zasněné dívky, květiny, zátiší, kočky. Vzorem, v mnohém nedostižným, jí byla malířka Leonor Fini, kterou poznala v Terstu. Její obrazy působí poeticky. Věnovala se i grafice a ilustracím. Až do konce svého dlouhého života vystavovala v Itálii a v zahraničí.

## Ostatní malířky
Zdenka Braunerová (1854–1934) byla jediná malířka, která svou cestu do Itálie podrobně popsala do svého cestovního deníku a zanechala tu i své kresby a akvarely. Tato na svou dobu nebývale inteligentní malířka navštívila v Římě na jaře v roce 1883 spousty galerií, paláců a uzavřela několik nových přátelství, především se studentem práv baronem Bacilem, který měl rád umění, rád i kreslil a často společně se Zdenkou. V Itálii se rozhodovala jestli má dát přednost rodinnému životu po jeho boku nebo se stát svobodnou malířkou. Rozhodla se pro druhé i když věděla, že tak, jak byla milována v Itálii už nebude nikdy.
Linka Procházková (1884–1960) se v roce 1909 společně se svým manželem rozhodla pro cestu do Itálie. Jejich obrazy stejně jako i obrazy ostatních členů Osmy byly tehdy neprodejné, proto rozprodali veškerý nábytek svého pražského bytu aby měli peníze na cestu. Jeli nejdříve do Benátek a potom napříč severní Itálií. Tato cesta v ní vyvolala nezapomenutelné dojmy,které zúročila po osmi letech záhy po příjezdu do Brna,kdy začala intenzívně malovat. Své vzpomínky na Itálii, domky na kopcích Apenin a města u jezer malovala magickými barvami. Jsou to snové obrazy plné poezie jako např. obraz Como.
Luisa Piepenhagenová (1825–1893) se v roce 1884 vydala se sestrou do Itálie a tu vznikly její obrazy Benátek.
Aloisie Jenšovská studovala dva roky v Římě, kde vznikl obraz Řím - nábřeží, který dobře charakterizuje toto město-dvě jeptišky jdou se svými malými schovankami a v pozadí se tyčí kostel a římské domy. Tento obraz poslala na výstavu v Buenos Aires, kterou organizoval neobyčejně aktivní Kruh výtvarných umělkyň, jehož byla členkou.
Sláva Tonderová Zátková (1884–1969). Malířka byla sestra Růženy Zátkové, obě spolu studovaly. V Itálii hledala nové motivy a to v Perugii a v toskánském San Gimignanu. Byla krajinářkou a členkou Mánesa. Její obrazy byly temperamentní a bezprostřední. Se sestrou si dopisovala.
Všechny tyto malířky a i jiné jezdily do Itálie v době, kdy cestování nebylo pohodlné jako dnes. Měly odvahu překonávat nemalé množství překážek, které je na cestě čekaly. Ale všechny těžkosti jim po cestě zpět vynahradilo poznání, že krása působí na člověka blahodárně. A ta se projevovala i v jejich dílech.